# Оксид-хлорид лютеция
Оксид-хлорид лютеция — неорганическое соединение,
оксосоль лютеция и соляной кислоты с формулой LuOCl,
кристаллы.

## Получение
- Разложение кристаллогидрата хлорида диспрозия(III) при нагревании:

{\displaystyle {\mathsf {LuCl_{3}\cdot 6H_{2}O\ {\xrightarrow {390-505^{o}C}}\ LuOCl+2HCl+5H_{2}O}}}

## Физические свойства
Оксид-хлорид лютеция образует кристаллы.